# Predsjedništvo SR Hrvatske
Predsjedništvo Socijalističke Republike Hrvatske bilo je naziv za kolektivnog šefa države u Socijalističkoj Republici Hrvatskoj, od 1974. do 1990. godine. 
Iako je Hrvatska postala Republika, još 1945. godine, kao i ostale republike SFR Jugoslavije nije imala ulogu predsjednika Republike već je ulogu šefa države obavljao isprva predsjednik Prezidijuma Narodne skupštine, od 1945. do 1953., a zatim predsjednik Narodnog sabora, od 1953. do 1974. godine. Ustavom SR Hrvatske iz 1974. uvedeno je Predsjedništvo SR Hrvatske po uzoru na Predsjedništvo SFRJ, formirano 1971. godine. 
Usvajanjem amandamana na Ustav SR Hrvatske, 25. srpnja 1990., kojim je iz naziva ove republike izbačena riječ „socijalistička”, Predsjedništvo SR Hrvatske je preimenovano u Predsjedništvo Republike Hrvatske. Ukinuto je donošenjem Ustava Republike Hrvatske 22. prosinca 1990., kada je uspostavljena dužnost predsjednika Republike na koju je izabran dotadašnji predsjednik Predsjedništva Franjo Tuđman.
Predsjedništvo SR Hrvatske je imalo 9 članova — 8 koje je birao Sabor i jednog po položaju (do 1988. godine). Mandat članova Predsjedništva bio je četiri godine, a mandat predsjednika isprva četiri i zatim jednu godinu. U razdoblju od 1974. do 1990. na čelu Predsjedništva nalazilo se devet predsjednika.

## Povijest
Prvo Predsjedništvo SR Hrvatske konstituirano je 8. svibnja 1974. izborom članova Predsjedništva, koje je birao Sabor SR Hrvatske. Pored izabranih članova, koji su birani na osnovi prijedloga Republičke konferencije Socijalističkog saveza radnog naroda Hrvatske (SSRNH), član Predsjedništva bio je po položaju predsjednik Centralnog komiteta Saveza komunista Hrvatske.
Mandat člana Predsjedništva bio je četiri godine i nije mogao biti biran više od dva puta. Mandat predsjednika Predsjedništva bio je isprva četiri, a zatim godinu dana. Predsjednika su isprva birali članovi Predsedništva, na osnovi prijedloga Kandidacijske komisije Socijalističkog saveza radnog naroda Hrvatske, a zatim Sabor SR Hrvatske.
Peto i posljednje Predsjedništvo Socijalističke Republike Hrvatske, izabrao je 30. svibnja 1990. Sabor SR Hrvatske, konstituiran nakon neposrednih višestranačkih izbora održanih 22. i 23. travnja 1990. godine. Tijekom mandata posljednjeg Predsjedništva, 25. srpnja 1990. izvršene su izmjene Ustava SR Hrvatske, kojim je iz naziva ove republike izbačena riječ „socijalistička”. Istim izmjenama, Predsjedništvo Socijalističke Republike Hrvatske preimenovano je u Predsjedništvo Republike Hrvatske. Usvajanjem novog Ustava Republike Hrvatske 22. prosinca 1990. ukinuto je Predsjedništvo, a uvedena dužnost predsjednika Republike na koju je izabran dotadašnji predsjednik Predsjedništva Franjo Tuđman.

## Popis predsjednika Predsjedništva
| predsjedništvo | broj | ime i prezime        | početak mandata    | kraj mandata       | napomena                                            |
| --- | ---- | -------------------- | ------------------ | ------------------ | --------------------------------------------------- |
| 1. mandat 1974.—1978. | 1    | Jakov Blažević       | 8. svibnja 1974.   | 9. svibnja 1978.   |                                                     |
| 2. mandat 1978.—1982. | 1    | Jakov Blažević       | 9. svibnja 1978.   | 10. svibnja 1982.  |                                                     |
| 3. mandat 1986.—1989. | 2    | Marijan Cvetković    | 10. svibnja 1982.  | 10. svibnja 1983.  |                                                     |
| 3. mandat 1986.—1989. | 3    | Milutin Baltić       | 10. svibnja 1983.  | 10. svibnja 1984.  |                                                     |
| 3. mandat 1986.—1989. | 4    | Jakša Petrić         | 10. svibnja 1984.  | 10. svibnja 1985.  |                                                     |
| 3. mandat 1986.—1989. | 5    | Pero Car             | 10. svibnja 1985.  | 15. studenog 1985. | preminuo na dužnosti                                |
| 3. mandat 1986.—1989. | 6    | Ema Derossi-Bjelajac | 26. prosinca 1985. | 9. svibnja 1986.   |                                                     |
| 4. mandat 1986.—1989. | 7    | Ante Marković        | 9. svibnja 1986.   | 7. svibnja 1987.   |                                                     |
| 4. mandat 1986.—1989. | 7    | Ante Marković        | 7. svibnja 1987.   | 9. svibnja 1988.   |                                                     |
| 4. mandat 1986.—1989. | 8    | Ivo Latin            | 9. svibnja 1988.   | 10. svibnja 1989.  |                                                     |
| 4. mandat 1986.—1989. | 8    | Ivo Latin            | 10. svibnja 1989.  | 30. svibnja 1990.  |                                                     |
| 5. mandat 1990. | 9    | Franjo Tuđman        | 30. svibnja 1990.  | 22. prosinca 1990. | dužnost nastavio kao predsjednik Republike Hrvatske |
| Mandat Predsjedništva bio je 4 godine, a mandat predsjednika Predsjedništva isprva četiri (1974.—1982.), a zatim jednu godinu (1982.—1990.) |      |                      |                    |                    |                                                     |

## Sastav Predsjedništva SR Hrvatske

### 1974.—1978.
| Predsjedništvo SR Hrvatske izabrano 8. svibnja 1974. | Predsjedništvo SR Hrvatske izabrano 8. svibnja 1974. | Predsjedništvo SR Hrvatske izabrano 8. svibnja 1974. | Predsjedništvo SR Hrvatske izabrano 8. svibnja 1974. |
| član                                                 | ime i prezime                                        | dužnost                                              | napomena                                             |
| ---------------------------------------------------- | ---------------------------------------------------- | ---------------------------------------------------- | ---------------------------------------------------- |
| Članovi koje je izabrao Sabor                        |                                                      |                                                      |                                                      |
| 1                                                    | Jakov Blažević                                       | predsjednik 1974.—1978.                              |                                                      |
| 2                                                    | Boris Bakrač                                         | član                                                 |                                                      |
| 3                                                    | Mirko Božić                                          | član                                                 |                                                      |
| 4                                                    | Čedo Grbić                                           | član                                                 |                                                      |
| 5                                                    | Vjekoslav Ivančić                                    | član                                                 | preminuo veljače 1975.                               |
| 5                                                    | Kazimir Jelovica                                     | član                                                 | za člana izabran veljače 1975.                       |
| 6                                                    | Zvonimir Jurišić                                     | član                                                 |                                                      |
| 7                                                    | Milan Mišković                                       | član                                                 |                                                      |
| 8                                                    | Josip Hrnčević                                       | član                                                 |                                                      |
| Član po položaju                                     |                                                      |                                                      |                                                      |
| 9                                                    | Milka Planinc                                        | predsjednik CK SK Hrvatske                           |                                                      |

      Izabrani član
      Član po položaju

### 1978.—1982.
| Predsedništvo SR Hrvatske izabrano 9. maja 1978. | Predsedništvo SR Hrvatske izabrano 9. maja 1978. | Predsedništvo SR Hrvatske izabrano 9. maja 1978. | Predsedništvo SR Hrvatske izabrano 9. maja 1978. |
| član                                             | ime i prezime                                    | dužnost                                          | napomena                                         |
| ------------------------------------------------ | ------------------------------------------------ | ------------------------------------------------ | ------------------------------------------------ |
| Članovi koje je izabrao Sabor                    |                                                  |                                                  |                                                  |
| 1                                                | Jakov Blažević                                   | predsjednik 1978.—1982.                          |                                                  |
| 2                                                | Kazimir Jelovica                                 | član                                             |                                                  |
| 3                                                | Zvonimir Jurišić                                 | član                                             |                                                  |
| 4                                                | Milan Mišković                                   | član                                             | poginuo 8. rujna 1978.                           |
| 4                                                | Mirko Bošković                                   | član                                             | izabran 13. travnja 1979.                        |
| 5                                                | Jakša Petrić                                     | član                                             |                                                  |
| 6                                                | Jelica Radojčević                                | član                                             |                                                  |
| 7                                                | Jakov Sirotković                                 | član                                             |                                                  |
| 8                                                | Pero Car                                         | član                                             |                                                  |
| Član po položaju                                 |                                                  |                                                  |                                                  |
| 9                                                | Milka Planinc                                    | predsjednik CK SK Hrvatske                       |                                                  |

      Izabrani član
      Član po položaju

### 1982.—1986.
| Predsjedništvo SR Hrvatske izabrano 10. svibnja 1982. | Predsjedništvo SR Hrvatske izabrano 10. svibnja 1982. | Predsjedništvo SR Hrvatske izabrano 10. svibnja 1982. | Predsjedništvo SR Hrvatske izabrano 10. svibnja 1982. |
| član                                                  | ime i prezime                                         | dužnost                                               | napomena                                              |
| ----------------------------------------------------- | ----------------------------------------------------- | ----------------------------------------------------- | ----------------------------------------------------- |
| Članovi koje je izabrao Sabor                         |                                                       |                                                       |                                                       |
| 1                                                     | Marijan Cvetković                                     | član i predsjednik 1982.—1983.                        |                                                       |
| 2                                                     | Milutin Baltić                                        | član i presjednik 1983.—1984.                         |                                                       |
| 3                                                     | Jakša Petrić                                          | član i predsjednik 1984.—1985.                        |                                                       |
| 4                                                     | Pero Car                                              | član i predsjednik 1985.                              | preminuo 15. studenog 1985.                           |
| 5                                                     | Ema Derossi-Bjelajac                                  | član i predsjednik 1985.—1986.                        |                                                       |
| 6                                                     | Mirko Božić                                           | član                                                  |                                                       |
| 7                                                     | Dragutin Plašć                                        | član                                                  |                                                       |
| 8                                                     | Tode Ćuruvija                                         | član                                                  |                                                       |
| Član po položaju                                      |                                                       |                                                       |                                                       |
| 9                                                     | Jure Bilić                                            | predsjednik Predsjedništva CK SK Hrvatske             | od 1982. do 1983.                                     |
| 9                                                     | Josip Vrhovec                                         | predsjednik Predsjedništva CK SK Hrvatske             | od 1983. do 1984.                                     |
| 9                                                     | Mika Špiljak                                          | predsjednik Predsjedništva CK SK Hrvatske             | od 1984. do 1986.                                     |

      Izabrani član
      Član po položaju

### 1986.—1990.
| Predsjedništvo SR Hrvatske izabrano 9. svibnja 1986. | Predsjedništvo SR Hrvatske izabrano 9. svibnja 1986. | Predsjedništvo SR Hrvatske izabrano 9. svibnja 1986. | Predsjedništvo SR Hrvatske izabrano 9. svibnja 1986.                           |
| član                                                 | ime i prezime                                        | dužnost                                              | napomena                                                                       |
| ---------------------------------------------------- | ---------------------------------------------------- | ---------------------------------------------------- | ------------------------------------------------------------------------------ |
| Članovi koje je izabrao Sabor                        |                                                      |                                                      |                                                                                |
| 1                                                    | Ante Marković                                        | član i predsjednik 1986.—1988.                       | član do ožujka 1989., kada je izabran za predsjednika Saveznog izvršnog vijeća |
| 2                                                    | Ivo Latin                                            | član i predsjednik 1988.—1990.                       |                                                                                |
| 3                                                    | Mato Grbac                                           | član                                                 |                                                                                |
| 4                                                    | Vlado Dobec                                          | član                                                 |                                                                                |
| 5                                                    | Mirko Knežević                                       | član                                                 |                                                                                |
| 6                                                    | Tomislav Kovač                                       | član                                                 |                                                                                |
| 7                                                    | Olga Miličić Arslanagić                              | član                                                 |                                                                                |
| 8                                                    | Mirko Sinobad                                        | član                                                 |                                                                                |
| Član po položaju                                     |                                                      |                                                      |                                                                                |
| 9                                                    | Stanko Stojčević                                     | predsjednik Predsjedništva CK SK Hrvatske            | član po položaju je isključen iz sastava Predsjedništva 1989.                  |

      Izabrani član
      Član po položaju

### 1990.
| Predsjedništvo SR Hrvatske izabrano 30. svibnja 1990. | Predsjedništvo SR Hrvatske izabrano 30. svibnja 1990. | Predsjedništvo SR Hrvatske izabrano 30. svibnja 1990. | Predsjedništvo SR Hrvatske izabrano 30. svibnja 1990. | Predsjedništvo SR Hrvatske izabrano 30. svibnja 1990.                  |
| član                                                  | ime i prezime                                         | stranka                                               | dužnost                                               | napomena                                                               |
| ----------------------------------------------------- | ----------------------------------------------------- | ----------------------------------------------------- | ----------------------------------------------------- | ---------------------------------------------------------------------- |
| 1                                                     | Franjo Tuđman                                         | HDZ                                                   | predsjednik                                           |                                                                        |
| 2                                                     | Krešimir Balenović                                    | HDZ                                                   | član                                                  |                                                                        |
| 3                                                     | Dušan Bilandžić                                       | SKH-SDP                                               | član                                                  |                                                                        |
| 4                                                     | Dalibor Brozović                                      | HDZ                                                   | član                                                  |                                                                        |
| 5                                                     | Antun Vrdoljak                                        | HDZ                                                   | član                                                  |                                                                        |
| 6                                                     | Milojko Vučković                                      | nezavisni                                             | član                                                  |                                                                        |
| 7                                                     | Josip Manolić                                         | HDZ                                                   | član                                                  | član do kolovoza 1990., kada je izabran za predsjednika Vlade Hrvatske |

## Napomene
1. 1 2  Tijekom mandata Predsjedništvo je 25. srpnja 1990. promijenilo naziv u Predsjedništvo Republike Hrvatske[8]